# Leopoldius signatus
Leopoldius signatus – gatunek muchówki z podrzędu krótkoczułkich i rodziny wyślepkowatych.
Gatunek ten opisany został w 1824 roku przez Christiana R.W. Wiedemanna jako Conops signatus.
Muchówka o smukłym ciele długości od 12 do 14 mm. Głowa jej ma całkowicie czarne czoło, rudawy wzgórek przyoczkowy, twarz żółtą, a wokół otworu gębowego, przy krawędziach oczu złożonych i z tyłu policzków występuje srebrzyste opylenie. Czułki są lancetowate, czarno ubarwione. Żółty ryjek jest miękki i wyraźnie krótszy niż głowa. Czarny tułów ma srebrzyste, poprzeczne plamy na bokach oraz żółtą tarczkę z czarnym owłosieniem. Skrzydła charakteryzuje lekkie, brązowe przydymienie przedniego brzegu. Barwa przezmianek jest żółta. Odnóża są żółte z czarnymi pazurkami, brązowymi stopami, ciemną plamą na powierzchni zewnętrznej tylnej pary ud oraz czarnobrunatymi biodrami środkowej i tylnej pary. Odwłok jest czarny z żółtymi, pośrodku powcinanymi przepaskami. Narządy rozrodcze cechują bardzo małe rozmiary teki.
Owad znany z Hiszpanii, Andory, Wielkiej Brytanii, Francji, Belgii, Holandii, Niemiec, Danii, Szwecji, Norwegii, Austrii, Włoch, Polski, Czech i Ukrainy.